# Pitajo à dos brun
Ochthoeca fumicolor
Espèce
Statut de conservation UICN

 LC  : Préoccupation mineure
Le Pitajo à dos brun (Ochthoeca fumicolor) est une espèce de passereau de la famille des Tyrannidae,.

## Systématique et distribution
Cet oiseau est représenté par cinq sous-espèces selon la classification de référence du Congrès ornithologique international (version 9.1, 2019) :
- Ochthoeca fumicolor ferruginea Zimmer, JT, 1937 : Andes centrales et occidentales de Colombie (Antioquia) ;
- Ochthoeca fumicolor superciliosa Sclater, PL & Salvin, 1871 : Andes de l'ouest du Venezuela (États de Trujillo et de Mérida et est de celui de Táchira)[4] ;
- Ochthoeca fumicolor fumicolor Sclater, PL, 1856 : est des Andes de Colombie et de l'ouest du Venezuela (ouest de l'État de Táchira) ;
- Ochthoeca fumicolor brunneifrons von Berlepsch & Stolzmann, 1896 : Andes centrales et occidentales, de la Colombie au centre du Pérou ;
- Ochthoeca fumicolor berlepschi Hellmayr, 1914 : dans les Andes, du sud-est du Pérou (départements de Cuzco et de Puno) à l'ouest de la Bolivie[1],[2],[5].